# René de Obaldia
René de Obaldia (Hong Kong, 22 de outubro de 1918 – Paris, 27 de janeiro de 2022) foi um escritor francês, nascido na China.

## Biografia
Bisneto de José Domingo de Obaldia, presidente da República do Panamá, filho do diplomata panamenho  José Clémente de Obaldia (que tornou-se Ministro do Interior) e de Madeleine Peuvrel, nascida na Picardia), ele foi criado em Paris, onde estudou no Liceu Condorcet, antes de ser recrutado para o serviço militar em 1940. Preso quase no início da guerra, foi enviado em 26 de junho de 1940 a Sagan, onde trabalhou na fábrica de tijolos de Kransdyhernfurt. Em outubro do mesmo ano, integrou um destacamento militar encarregado de limpar a floresta em Auras-sur-Oder.
Escreveu poesia e romances, nos quais introduziu elementos sarcásticos e surrealistas que também caracterizam a sua produção dramática, caricatura da comédia social e dos mitos da época moderna.

### Obras literárias
- 1949 Midi (poemas)
- 1952 Les richesses naturelles
- 1955 Tamerlan des cœurs (romance)
- 1956 Fugue à Waterloo Le Graf Zeppelin ou La passion d’Émile
- 1959 Le Centenaire (romance)
- 1966 Obaldia, " Humour secret "
- 1967 Urbi et orbi
- 1969 Innocentines (poemas)
- 1993 Exobiographie (memórias)
- 1996 Sur le ventre des veuves (poemas)
- 2004 La Jument du capitaine (textos)
- 2006 Fantasmes de demoiselles, femmes faites ou défaites cherchant l'âme sœur" (poemas)

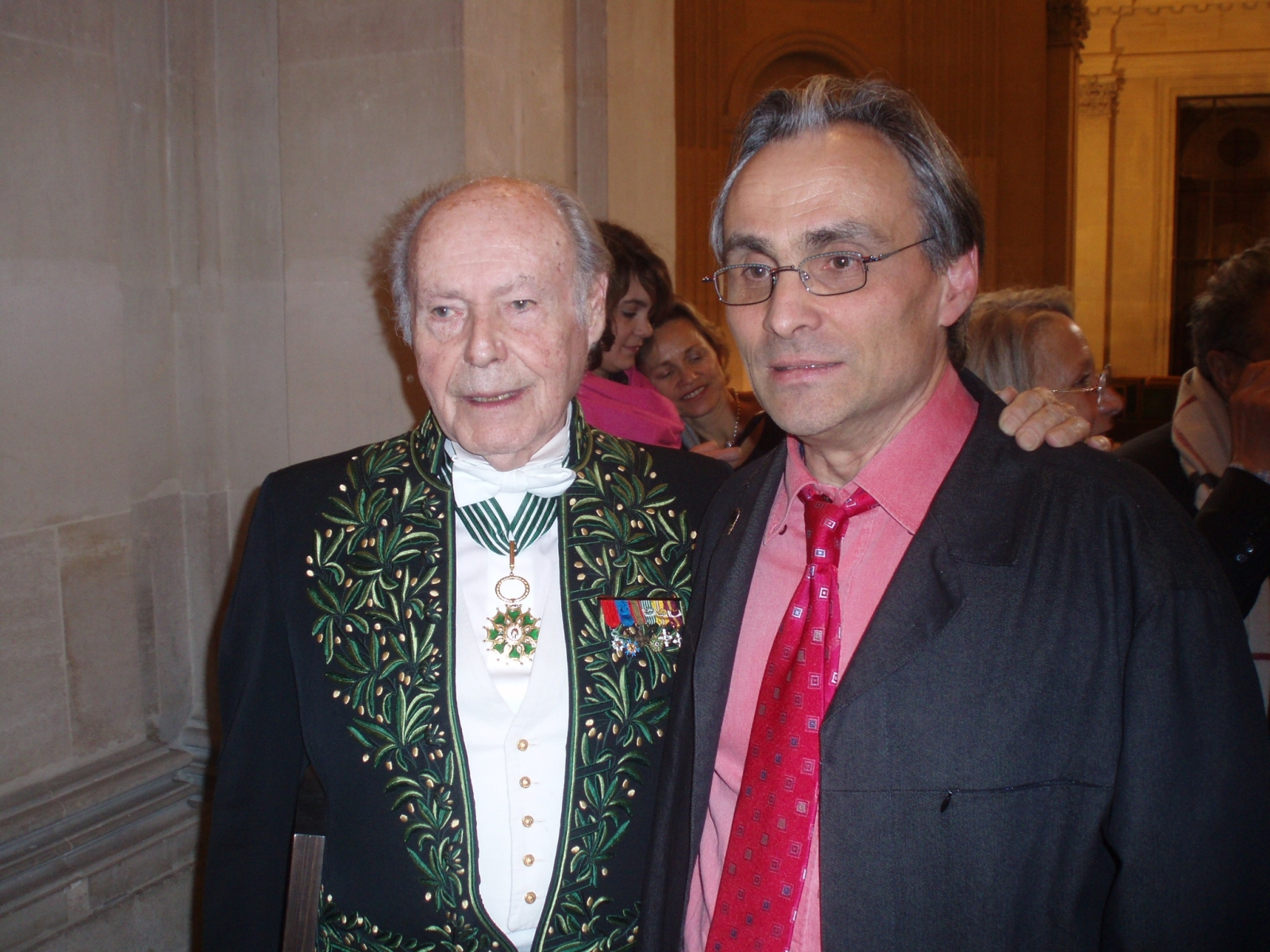
René de Obaldia com Pascal Rannou

### Obras teatrais
- 1960 Génousie
- 1961 7 Impromptus à loisir (L'Azote, Edouard et Agrippine, Le sacrifice du bourreau, Le Défunt, Poivre de Cayenne, Le grand vizir)
- 1963 Le Satyre de la Villette qui fit scandale
- 1964 Le Général inconnu
- 1965 Le Cosmonaute agricole, Du vent dans les branches de sassafras l'une des plus jouées
- 1966 L’Air du large
- 1968 ....Et la fin était le bang, La rue Obaldia
- 1971 La Baby-sitter et Deux femmes pour un fantôme
- 1972 Petite suite poétique résolument optimiste
- 1973 Underground établissement : Le Damné et Classe Terminale
- 1975 Monsieur Klebs et Rozalie
- 1979 Le Banquet des méduses
- 1980 Les Bons Bourgeois
- 1981 Visages d’Obaldia
- 1986 Endives et miséricorde
- 1991 Grasse matinée, Les Larmes de l’aveugle, Richesses naturelles
- 1993 Les Innocentines
- 1996 Soirée Obaldia
- 1999 Obaldiableries: Rappening, Pour ses beaux yeux, Entre chienne et loup

## Distinções

### Condecorações
- Chevalier de la Légion d’honneur  (Cavaleiro da Legião de honra )
- Officier de l’ordre  national du Mérite( Oficial da ordem nacional do Mérito)
- Croix de guerre 1939-1945(Cruz de guerra 1939-1945)
- Ordre des Arts et des Lettres|Commandeur des Arts et des Lettres(Comendador da Ordem das Artes e das letras)
- Membre du Conseil Littéraire de la Fondation Prince Pierre de Monaco  (Membro do Conselho Literário da Fundação Principe Pierre de Mônaco)
- Commandeur de l'ordre de Balboa  (Comendador da ordem de Balboa)